# GOLDEN☆BEST 新三人娘 〜天地真理・小柳ルミ子・南沙織〜
『GOLDEN☆BEST 新三人娘 〜天地真理・小柳ルミ子・南沙織〜』（ゴールデン☆ベスト しんさんにんむすめ 〜あまちまり・こやなぎるみこ・みなみさおり〜）は、1971年にレコード・デビューをした女性歌手三人の楽曲で構成されたコンピレーション・アルバム。2011年8月17日発売。発売元はソニー・ミュージックダイレクト。規格品番はMHCL-1933/4。

## 解説
1971年4月に小柳ルミ子、6月に南沙織、10月に天地真理と季節ごとに歌手デビュー。のちに三人娘（新三人娘）と称され、日本のアイドルのルーツと紹介されることもある女性歌手三名の楽曲から選曲された、企画アルバムである。各レコード会社から発売されているゴールデン☆ベストシリーズの1作で、2011年に揃って歌手デビュー40周年を迎えた記念盤でもある。過去に青春歌年鑑シリーズなど、コンピレーション・アルバムの類で三名の楽曲が一つの作品に収録されたことはあるが、三名の歌唱楽曲のみで構成されたコンピレーション・アルバムは本作品が初めてとなった。
CD-DA2枚組で、内訳は下記の通りである。デジタル・リマスター音源。
- ディスク1のディスクタイトルは「栄光のヒット・パレード」。1971年から1974年の間に各人がシングルレコードA面曲として発表した楽曲から、6曲ずつ計18曲が選ばれ収録されている。当時のオリコンチャートでは、18曲すべてがベストテンにランクされた。
- ディスク2のディスクタイトルは「永遠のフォーク・ソング」。スタジオ・アルバムで各人がカバーしたフォークソングから選ばれた。ディスク1同様に、6曲ずつ計18曲が選ばれ収録されている。

ディスクジャケットはマガジンハウス提供による、三名勢ぞろいのショットが使用された。歌詞ブックレットは表紙と裏表紙以外はモノクローム印刷である。後半のページには音楽ライターによる各人の近況等も織り交ぜた解説に加え、ディスク1に収録されたシングル盤のジャケット写真とカバーされた楽曲のオリジナルデータが掲載された。

## 収録曲

### Disc 1
1. わたしの城下町（2:55） - 小柳ルミ子
2. 17才（2:46） - 南沙織
3. 水色の恋（3:01） - 天地真理
4. お祭りの夜（3:44） - 小柳ルミ子
5. 潮風のメロディ（3:29） - 南沙織
6. ちいさな恋（3:25） - 天地真理
7. 瀬戸の花嫁（3:16） - 小柳ルミ子
8. 純潔（3:01） - 南沙織
9. ひとりじゃないの（3:35） - 天地真理
10. 京のにわか雨（3:29） - 小柳ルミ子
11. 哀愁のページ（2:48） - 南沙織
12. 虹をわたって（3:08） - 天地真理
13. 漁火恋唄（3:21） - 小柳ルミ子
14. 傷つく世代（2:37） - 南沙織
15. 若葉のささやき（3:03） - 天地真理
16. 恋する夏の日（2:59） - 天地真理
17. 色づく街（2:50） - 南沙織
18. 冬の駅（3:49） - 小柳ルミ子

### Disc 2
1. この広い野原いっぱい（2:59） - 小柳ルミ子
  - 作詞:小薗江圭子 作曲:森山良子 編曲:森岡賢一郎
  - 原曲歌唱:森山良子
2. 花と小父さん（2:59） - 天地真理
  - 作詞・作曲:浜口庫之助 編曲:青木望
  - 原曲歌唱:植木等・伊東きよ子
3. さらば恋人（3:15） - 南沙織
  - 作詞:北山修 作曲:筒美京平 編曲:あかのたちお
  - 原曲歌唱: 堺正章
4. 小さな日記（3:22） - 天地真理
  - 作詞:原田晴子 作曲:落合和徳 編曲:宮川泰
  - 原曲歌唱:フォー・セインツ
5. 風（3:23） - 小柳ルミ子
  - 作詞:北山修 作曲:端田宣彦 編曲:青木望
  - 原曲歌唱: はしだのりひことシューベルツ
6. 涙から明日へ（2:53） - 天地真理
  - 作詞:小谷夏 作曲:山下毅雄 編曲:馬飼野俊一
  - 原曲歌唱:堺正章
7. あの場所から（3:01） - 南沙織
  - 作詞:山上路夫 作曲:筒美京平 編曲:高田弘
  - 原曲歌唱: Kとブルンネン
8. 或る日突然（3:01） - 小柳ルミ子
  - 作詞:山上路夫 作曲:村井邦彦 編曲:小谷充
  - 原曲歌唱: トワ・エ・モワ
9. ひまわりの小径（3:01） - 南沙織
  - 作詞:林春生 作曲:筒美京平 編曲:高田弘
  - 原曲歌唱: チェリッシュ
10. 神田川（3:13） - 小柳ルミ子 
  - 作詞:喜多條忠 作曲:南こうせつ 編曲:森岡賢一郎
  - 原曲歌唱: かぐや姫
11. 太陽がくれた季節（2:30） - 天地真理
  - 作詞:山川啓介 作曲:いずみたく 編曲:馬飼野俊一
  - 原曲歌唱:青い三角定規
12. 花嫁（2:46） - 小柳ルミ子
  - 作詞:北山修 作曲:端田宣彦・桜庭省吾 編曲:森岡賢一郎
  - 原曲歌唱:はしだのりひことクライマックス
13. ひとりぼっちの部屋（3:17） - 南沙織
  - 作詞・作曲:高木麻早 編曲:矢野誠
  - 原曲歌唱: 高木麻早
14. サルビアの花（3:34） - 天地真理
  - 作詞:相沢靖子 作曲:早川義夫 編曲:竜崎孝路
  - 原曲歌唱: 早川義夫・もとまろ
15. 夏色のおもいで（3:24） - 南沙織
  - 作詞:松本隆 作曲:財津和夫 編曲:矢野誠
  - 原曲歌唱:チューリップ
16. 冬物語（2:47） - 天地真理
  - 作詞:阿久悠 作曲:坂田晃一 編曲:森岡賢一郎
  - 原曲歌唱:フォー・クローバース
17. 心もよう（3:21） - 小柳ルミ子
  - 作詞・作曲:井上陽水 編曲:森岡賢一郎
  - 原曲歌唱: 井上陽水
18. あなた（4:23） - 南沙織
  - 作詞・作曲:小坂明子 編曲:矢野誠
  - 原曲歌唱:小坂明子

## 関連作品
- 早春のハーモニー - 南沙織のアルバム
- 夏の感情 - 南沙織のアルバム
- 20才 - 南沙織のアルバム
- GOLDEN☆BEST 小柳ルミ子 シングル・コレクション
- GOLDEN☆BEST 天地真理 コンプリート・シングル・コレクション・アンド・モア
- GOLDEN☆BEST 南沙織 筒美京平を歌う
- GOLDEN☆BEST 南沙織 コンプリート・シングルコレクション